# レインボー号 (東北急行バス)

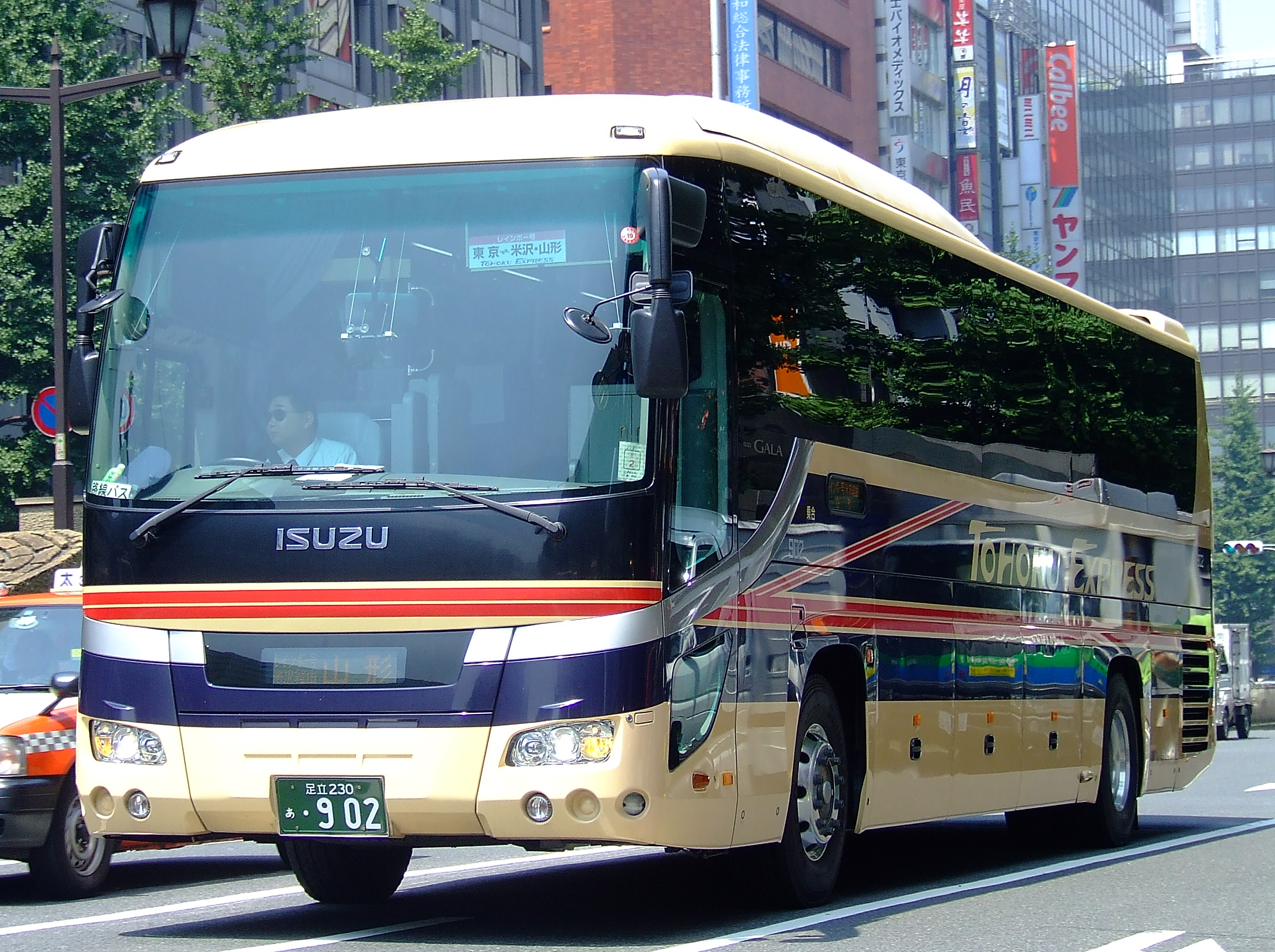
レインボー号（東北急行バス）

レインボー号（レインボーごう、The Rainbow）は東京都と山形県山形市を結ぶ東北急行バスが運行する高速バスである。

## 概要
レインボー号は1962年から運行を開始した、歴史の長い高速バスである（運行当初は一般道経由）。以前は昼行便・夜行便ともに4列シート車が使われており、夜行便は途中停留所も多かったことから、独立3列シート・直行便が主体となった近年の夜行バスと比べ、少々見劣りするものであった。2010年3月1日以降、レインボー号の車両も独立3列シート車となった。
2006年12月15日から、金曜日下り夜行→土曜日上り昼行で、独立3列シート車を使用し、停留所を厳選した（途中停留所は下り便米沢駅東口、米沢市役所前のみ）スーパーレインボー号を運行していた（のち下り夜行便のみ運行となり、2014年5月9日の運行をもって廃止）。
全席指定制なので、あらかじめ乗車券を購入しなければならない。

## 運行経路

### 現行経路
「レインボー号」
東京駅八重洲通り - 上野駅前 - 東武浅草駅前 - （堤通出入口） - （首都高速向島線・中央環状線・川口線） - （東北自動車道） - （福島西IC） - 国道115号 - 福島駅東口 - 国道13号 - 米沢駅東口 - 道の駅米沢 - （米沢南陽道路） - 赤湯温泉口（旧：山交バス・赤湯待合所） - 道の駅やまがた蔵王 - 山交ビル
※2009年1月15日より夜行便のみの運行となる。
※2014年5月15日より「クローズドドアシステム」の区間を、東京都内と山形県内に拡大。このため、従前は可能だった山形県内の区間利用はできなくなった。
※2023年12月3日より、「上山温泉」停留所が廃止、「道の駅やまがた蔵王」停留所を新設。

#### 休憩箇所
休憩は東北自動車道のPA・SAで開放休憩・開放無しの運転停車各1回。
休憩場所は運転手や道路状況によって若干変わるが、運行表での規定停車場所は下りの開放休憩が羽生PA、運転停車が安積PA、上りはその逆パターンとなる。
福島駅停車再開前は上りの開放休憩が吾妻PA、運転停車は那須高原SAで行われていた。

### 過去の運行経路
「レインボー号」昼行便
浜松町バスターミナル - 東京駅八重洲通り - （首都高速道路） - （東北自動車道） - （福島飯坂IC） - 米沢スキー場 - 米沢駅東口 - 米沢市役所前 - （米沢南陽道路） - 赤湯温泉口 - 上山温泉 - 山交ビル
※2009年1月14日の運行をもって廃止。
※昼行便は、東京都内と山形県内で「クローズドドアシステム」を採用していた（山形県内の区間利用は不可能）。
「レインボー号」夜行便
浜松町バスターミナル - 東京駅八重洲通り - 上野駅前 - 東武浅草駅前 - 北千住駅 - 新越谷駅前 - 岩槻駅前 - （岩槻IC） - （東北自動車道） - （須賀川IC） - 須賀川 - 郡山駅前 - （郡山IC） - （東北自動車道） - （福島飯坂IC） -  米沢スキー場 - 米沢駅東口 - 米沢市役所前 - 赤湯温泉口 - 高松葉山温泉(※) - 上山温泉 - 山交本社前(※) - 山交ビル
※2009年1月15日より夜行便のみの運行となる。
※高松葉山温泉、山交本社前(※)は下り便のみ停車（降車専用）。
※東京都内のみ「クローズドドアシステム」を採用していた。そのため、山形～米沢や浜松町～岩槻といった区間利用も可能であった。
東京駅八重洲通り - 上野駅前 - 東武浅草駅前 - （首都高速向島線・中央環状線・川口線） - （東北自動車道） - （福島飯坂IC） - 米沢駅東口 - 米沢市役所前 - 赤湯温泉口 - 上山温泉 - 山交ビル
※2017年7月13日までの経路
「スーパーレインボー号」
東京駅八重洲通り → （首都高速道路） → （東北自動車道） → 米沢駅東口 → 米沢市役所前 → 山交ビル

## 運行回数
- 「レインボー号」：1日1往復（夜行便） ※3列シート車両

## 歴史
- 1962年（昭和37年）8月1日 - 運行開始。
- 1989年（平成元年）4月28日 - 直行の昼行便を新設[1]。
- 2004年（平成16年）3月5日 - 「レインボー号」という愛称がつく。
- 2005年（平成17年）6月2日 - 昼行便を米沢経由に変更（以前は山形自動車道経由）。夜行便を東京営業所（東雲車庫）発着に延長。
- 2005年（平成17年）10月14日 - 夜行便を東京営業所発着、新木場駅前・北千住駅経由に変更。
- 2006年（平成18年）12月1日 - 米沢地区の一部停留所廃止・変更。米沢駅東口への定期バス乗り入れは初となる。
- 2006年（平成18年）12月15日 - 「スーパーレインボー号」運行開始。
- 2008年（平成20年）1月15日 - 「レインボー号」夜行便の福島駅経由を廃止、所要時間を短縮。下り便が浜松町バスターミナル発となる（上り便は東京営業所行）。
- 2008年（平成20年）4月1日 - 「スーパーレインボー号」のうち、山形→東京の昼行便運行を廃止。
- 2009年（平成21年）1月15日 - 「レインボー号」の昼行便を廃止。夜行便の草加駅前停留所を廃止。
- 2010年（平成22年）3月1日 - 「レインボー号」の車両が独立3列シート車に変更となる。
- 2013年（平成25年）8月1日 - 「レインボー号」の上り便が浜松町バスターミナル着となり、新木場駅前、東京営業所の各停留所を廃止。
- 2014年（平成26年）5月15日 - 「レインボー号」の浜松町バスターミナル、北千住駅、新越谷駅前、岩槻駅前、須賀川、郡山駅前、米沢スキー場、高松葉山温泉、山交本社前の各停留所を廃止。東京駅八重洲通り発着となる。同日付で「スーパーレインボー号」を廃止（最終運行日は5月9日）。また、運賃を改定。
- 2017年（平成29年）7月14日 - 「レインボー号」の福島駅停車を再開[2]。これまで福島駅に停車していた東京 - 仙台線「スイート号」が同日の時刻改定で直行化（ホリデースターに改称）されたための代替措置。
- 2019年（平成31年）4月1日 - 「米沢市役所前」停留所を廃止し、パークアンドライドが可能な「道の駅米沢」停留所を新設。
- 2020年（令和2年）4月10日 - 新型コロナウイルスの影響により、この日の出発便より同年5月6日出発便まで運休[3]。

## 乗車券発売箇所
- 東北急行バス東京営業所
- 東北急行バス仙台営業所
- 東武トップツアーズ各支店
- JR東日本びゅうプラザ
- 山交ビルバス案内センター
- 山交観光各営業所・案内所
- 主な旅行代理店
- WEB予約：発車オ〜ライネット